# أوستن هايز
أوستن هايز (بالإنجليزية: Austin Hayes)‏ (15 يوليو 1958 بهامرسميث في المملكة المتحدة - 3 ديسمبر 1986) هو لاعب كرة قدم أيرلندي في مركز جناح. شارك مع منتخب جمهورية أيرلندا تحت 21 سنة لكرة القدم ومنتخب جمهورية أيرلندا لكرة القدم. أما مع النوادي، فقد لعب مع نادي بارنت ونادي ساوثهامبتون ونادي ميلوول ونادي نورثامبتون تاون ولوس أنجلوس أزتكس.

## وصلات خارجية
- أوستن هايز على موقع قاعدة بيانات كرة القدم.إي يو (الإنجليزية)
- أوستن هايز على موقع ناشيونال فوتبول تيمز (الإنجليزية)